# Wied-Runkel
Wied-Runkel era una contea poi principato nella Germania, accentrata sul villaggio di Runkel, a nord di Shupbach, con anche l'exclave di Villmar.

## Storia
Wied-Runkel si era originata da una divisione della contea di Wied e venne elevata nel 1791 dal rango comitale a quello principesco per opera dell'imperatore Leopoldo II. Wied-Runkel venne mediatizzata allo stato di Nassau e poi alla Prussia nel 1806 col crollo del Sacro Romano Impero.

## Reggenti di Wied-Runkel

### Conti di Wied-Runkel (1698–1791)
- Giovanni Federico Guglielmo (1698–99)
- Massimiliano Enrico (1699–1706)
- Giovanni Luigi Adolfo (1706–62)
- Cristiano Luigi (1762–91)

### Principi di Wied-Runkel (1791–1806)
- Cristiano Luigi (1791)
- Carlo Luigi (1791–1806)

### Capi della casata di Wied-Runkel (1806–1824)
- Carlo Luigi (1806–1824)
- Federico Luigi (1824)

Estinzione della casata e passaggio del patrimonio alla linea di Wied-Neuwied